# Кристал (Пархомівка)
Футбольний клуб «Кристал» — український футбольний клуб з села Пархомівки Краснокутського району Харківської області.

## Досягнення
- Фіналіст Кубка України з футболу серед аматорів — 2000
- Чемпіон Харківської області — 1998, 1999, 2000
- Володар кубка Харківської області — 1995, 1996, 1998, 1999, 2000

## Всі сезони в незалежній Україні
| Сезон   | Чемпіонат | Чемпіонат | Чемпіонат | Чемпіонат | Чемпіонат | Чемпіонат | Чемпіонат | Чемпіонат | Кубок       | Кубок | Кубок | Кубок | Кубок | Кубок | Кубок | Примітка |
| Сезон   | Ліга      | Місце     | І         | В         | Н         | П         | М         | О         | Етап        | І     | В     | Н     | П     | М     | О     | Примітка |
| ------- | --------- | --------- | --------- | --------- | --------- | --------- | --------- | --------- | ----------- | ----- | ----- | ----- | ----- | ----- | ----- | -------- |
| 1995/96 | —         | —         | —         | —         | —         | —         | —         | —         | 1/64 фіналу | 2     | 1     | 1     | 0     | 1−0   | 3     |          |
| Всього  | —         | —         | —         | —         | —         | —         | —         | —         | >1 сезон    | 2     | 1     | 1     | 0     | 1−0   | 3     |          |